# Барський міський художній аматорський театр
Ба́рський міськи́й худо́жній ама́торський теа́тр (скорочено «Барський МХАТ») – громадська організація та народний аматорський колектив, заснований у 2016 році Іриною Дєдовою та Романом Григор’євим. Діє у місті Барі Вінницької області, Україна. Театр відомий своїми культурними проєктами, спрямованими на реабілітацію учасників бойових дій та соціалізацію людей з порушенням зору засобами театрального мистецтва, відродженням народних художніх промислів, передовсім – Барської кераміки. Досвід організації неодноразово було презентовано на всеукраїнських та міжнародних форумах, діяльність колективу висвітлюють місцеві, регіональні та всеукраїнські медіа. Актори театру є лауреатами та переможцями обласних, всеукраїнських та міжнародних конкурсів і фестивалів. Барський МХАТ – перший мистецький колектив колишнього Барського району, що побував з гастролями у зоні проведення Антитерористичної операції (Операції об’єднаних сил).

## Історія
Ідею створити у Барі театр запропонував Барський міський голова (2015-2020 рр.) Артур Цицюрський після відродження Днів міста Бара у 2016 році. Ініціативу підтримали режисер, культурний діяч Ірина Дєдова та громадський і культурний діяч, журналіст Роман Григор’єв.
У травні 2017 року відбувся перший набір акторів театру, які у липні 2018 року представили прем'єрну виставу  "По-модньому" за п'єсою Михайла Старицького (режисер-постановник Ірина Дєдова).
У 2019 році Барський МХАТ зареєстровано як громадську організацію.
Перший мистецький колектив колишнього Барського району, що побував з гастролями у зоні проведення Антитерористичної операції (Операції об’єднаних сил).
У липні 2020 року рішенням колегії Управління культури і мистецтв Вінницької обласної державної адміністрації «за вагомий внесок у розвиток культури українського народу та високий рівень виконавської майстерності» Барському міському аматорському театру Барської ОТГ було присвоєно звання «народний аматорський».

## Проєкти театру
Барський МХАТ відомий активним залученням інвестицій на реалізацію грантових проєктів за підтримки Українського культурного фонду, програми Європейського Союзу «House of Europe», німецького культурного центру Goethe-Institut, благодійної організації "Zagoriy Foundation" та інших донорів. Зокрема, за період 2018-2025 рр. заявником або партнером організація реалізувала (або продовжує втілювати) наступні масштабні культурно-мистецькі грантові проєкти із загальним бюджетом понад 8 мільйонів гривень:

### «Реабілітація ветеранів засобами театрального мистецтва»
Проєкт реалізовано за підтримки Українського культурного фонду у 2019 р. спільно із Барською міською радою. Керівник проєкту: Роман Григор’єв, режисер: Ірина Дєдова, звукорежисер: Олександр Дєдов, асистент: Інна Ткачук. Партнерами проєкту виступили: Всеукраїнське об’єднання учасників бойових дій та волонтерів АТО, ГО «За покликом серця» (на базі якої у м. Косів діє реабілітаційний табір для учасників АТО). Мета проєкту: допомогти воїнам АТО (ООС) змінити гвинтівки та автомати на театральну маску, аби в єдиному культурному фронті об’єднати Україну від мирного заходу до буремного сходу. Кожен актор тут – захисник України, який, переживши власну історію героїчного подвигу, переживає іще одну, зігравши на театральній сцені у виставі «Сто тисяч» за мотивами Карпенка-Карого. Режисер-постановник вистави Ірина Дєдова. У рамках проєкту покази вистави відбулися у містах центру, сходу та заходу України: Бар, Вінниця (Вінницька область), Маріуполь, Слов’янськ (Донецька область), Сєверодонецьк (Луганська область) та Косів (Івано-Франківська область). В рамках проєкту з акторами працювала фаховий психолог Людмила Черкас. Після завершення грантового проєкту робота Барського МХАТу з акторами-аматорами з числа учасників бойових дій продовжилася, ветерани та членів їхніх родин (як учасники проєкту 2019 року, так і їх побратими) постійно долучаються до наступних проєктів та культурно-мистецьких заходів театру.
У 2021 році ГО «Барський МХАТ» подала заявку до Українського культурного фонду на продовження реалізації проєкту, з новою виставою за мотивами п’єси І. Тендетникова «Хто сміється – тому не минеться» та розширеним переліком прифронтових міст, якими мав пройти гастрольний тур. За підсумками експертного оцінювання, проєкт Барського МХАТу увійшов до 10 заявок із найвищими балами ЛОТу «Культура і ветерани» програми «Культура плюс». Однак, згідно з рішенням Фонду, реалізацію усіх проєктів за цією програмою було перенесено на 2022 рік, а з початком повномасштабної агресії росії проти України фінансування усіх проєктів Українським культурним фондом призупинено.
У 2025 році театр знову виграв проєкт від Українського культурного фонду, в рамках якого планується створення вистави «Мартин Боруля» за п'єсою І. Карпенка-Карого, ролі у якій виконають ветерани і члени їхніх родин. Постановку буде показано у Барі, Вінниці, Полтаві, Харкові і Чернігові. Прем'єра очікується наприкінці вересня 2025 року. Із цим проєктом Барський МХАТ став першим в Україні заявником, з яким УКФ у 2025 році підписав грантову угоду. 

### «Театр Рівності»
Проєкт реалізовано за підтримки Українського культурного фонду у 2020 р. спільно із Барською міською радою. За підсумками експертного оцінювання «Театр Рівності» отримав найвищу кількість балів серед усіх 156 проєктів, поданих зі всієї України на програму «Інклюзивне мистецтво» УКФ. Керівник проєкту: Роман Григор’єв, режисер: Ірина Дєдова, звукорежисер: Олександр Дєдов, літературний редактор: Світлана Єлісеєва, психолого проєкту: Людмила Черкас. Партнером проєкту виступило ПОГ «Барське учбово-виробниче підприємство УТОС» (на базі клубної установи якого відбувалася підготовка вистави). Мета проєкту: соціалізація і включення до культурного процесу людей з порушенням зору засобами театрального мистецтва та підвищення у суспільстві рівня толерантності до людей з інвалідністю. В рамках проєкту було створено літературно-музичну композицію за творами вінницької поетеси Світлани Травневої «Кохання, як воно є…», де зіграли актори-аматори з порушенням зору. Проєктною заявкою було передбачено також гастрольний тур містами Львів, Кам’янець-Подільський, Вінниця та Бердичів. Однак, через пандемію коронавірусу, показ композиції в Барі пройшов у закритому режимі, здійснити постановки в інших містах не вдалося. Вірші Світлани Травневої, що лягли в основу композиції, було видано окремим виданням з комбінованим друком шрифтом Брайля. Книгу було надіслано до бібліотек, установ системи УТОСу та спецшкіл для дітей з порушенням зору. По завершенню грантового проєкту робота Барського МХАТу з людьми з порушенням зору продовжилася, зокрема були здійснені повторні покази композиції «Кохання, як воно є…», а актори-аматори з порушенням зору долучаються до наступних мистецьких проєктів театру.  
Гуманітарний хаб
З початком активної фази російсько-української війни Барський МХАТ не зміг залишитися осторонь проблем, які постали перед місцевою спільнотою незрячих. Так з’явилася ідея створити на базі мистецького простору «Театр Рівності» гуманітарний хаб, який зможе охопити усіх членів УТОСу у Барській громаді та допомогти їм із подоланням викликів воєнної доби. Ідею фінансово підтримав фонд «Zagoriy Foundation» – благодійна організація, заснована родиною Загорій та покликана розвивати культуру благодійності в Україні. Гуманітарний хаб розпочав роботу у грудні 2022 року.
Партнерами проєкту виступили: Барська первинна організація Українського товариства сліпих (голова Анатолій Кобиль) та ГО «Веремія» (очільники Марія Петелько і Тамара Кушнір).
В рамках гуманітарного хабу, який розмістився на базі клубу ПОГ «Барське УВП УТОС», члени Барської первинної організації Українського товариства сліпих були безкоштовно забезпечені продуктовими наборами, засобами гігієни та медикаментами, проходять обстеження у лікарів медичного центру «Med ok», відвідують психотерапевтичні групи та отримують правову допомогу. Також відбуваються зустрічі з фахівцями соціальної сфери, заняття з цивільного захисту та інші активності. В рамках творчої складової гуманітарного хабу було проведено благодійний концерт «Стрінемося на Стрітення», підготовлено дві літературно-музичні композиції («Незмінна величина» та «На всі 32, або в кого скільки є!») та записано аудіоконцерт «Нас чутно».

### «Театр біля мікрофона»
Проєкт профінансовано програмою Європейського Союзу «House of Europe» («Дім Європи») у 2020 р. Керівник проєкту: Роман Григор’єв, режисер: Ірина Дєдова, звукорежисер: Олександр Дєдов, відеооператор та режисер монтажу: Олександр Миханько. Проєкт став творчою відповіддю Барського МХАТу на пандемію коронавірусу. В рамках проєкту було обладнано мобільну студію звукозапису, на якій записано три аудіоконцерти: «Моя історія» (до Дня Незалежності України), «Три покоління» (аудіоконцерт бардівської пісні) та «Добре бачить тільки серце» (аудіоконцерт самодіяльності Барського УВП УТОС).

### «Відродження традицій Барської кераміки»
Проєкт «Відродження традицій Барської кераміки v.2.0» став продовженням однойменного проєкту, реалізованого за підтримки УКФ у 2018 р. спільно з Барською міською радою. Реагуючи на виклики пандемії, команда громадської організації «Барський міський художній аматорський театр» спільно з Харківською державною академією культури та Агенцією сталого розвитку «АСТАР» у 2021 році створила тримовний віртуальний 3-D музей [Архівовано 21 лютого 2022 у Wayback Machine.] Барської кераміки, у якому зібрано та систематизовано зразки автентичних виробів, що були знайдені та зафіксовані в ході науково-пошукових експедицій Вінниччиною та музеями України, в яких побувала команда проєкту у 2018-2021 роках. З метою популяризації Барської кераміки як подільського бренду розроблено портфель сувенірно-навчальної продукції. Кульмінацією наукової складової проєкту стало проведення 12 вересня 2021 року у місті Барі на базі Польського дому Всеукраїнської конференції з міжнародною участю «Місце Барської кераміки у гончарній спадщині України», до роботи якої долучилися 52 доповідачі з 7 областей України та Республіки Польщі. За підсумками конференції видано збірник матеріалів під загальною редакцією доктора культрології Анатолія Щербаня.

### «Придибенції по-Барськи: простір для спілкування літніх мешканців»
У цьому проєкті Барський МХАТ виступив партнером та співавтором проєктної заявки, заявником виступив відділ соціальної політики та охорони здоров’я Барської міської ради. За підтримки Фонду міжнародної солідарності Міністерства закордонних справ Республіки Польща та Посольства США в Україні у місті Барі було створено простір для спілкування літніх мешканців (віком від 60 років), для яких упродовж 4 місяців проводилися різноманітні заходи, майстер-класи, екскурсійні поїздки, зустрічі з цікавими людьми, заняття з режисером, в результаті яких було створено аудіоконцерт «Між музикою та словом» та літературно-музичну композицію «Час».

## Репертуар
За час своєї діяльності театр підготував понад 100 літературно-музичних композицій, вистав, концертів та культурних проєктів, постановки яких відбулися як наживо у містах Вінницької, Хмельницької, Львівської, Івано-Франківської, Донецької та Луганської областей, так і в мережі Інтернет (перегляд можливий на YouTube-каналі «Барський МХАТ» [Архівовано 21 березня 2022 у Wayback Machine.]). Серед них:

### Вистави

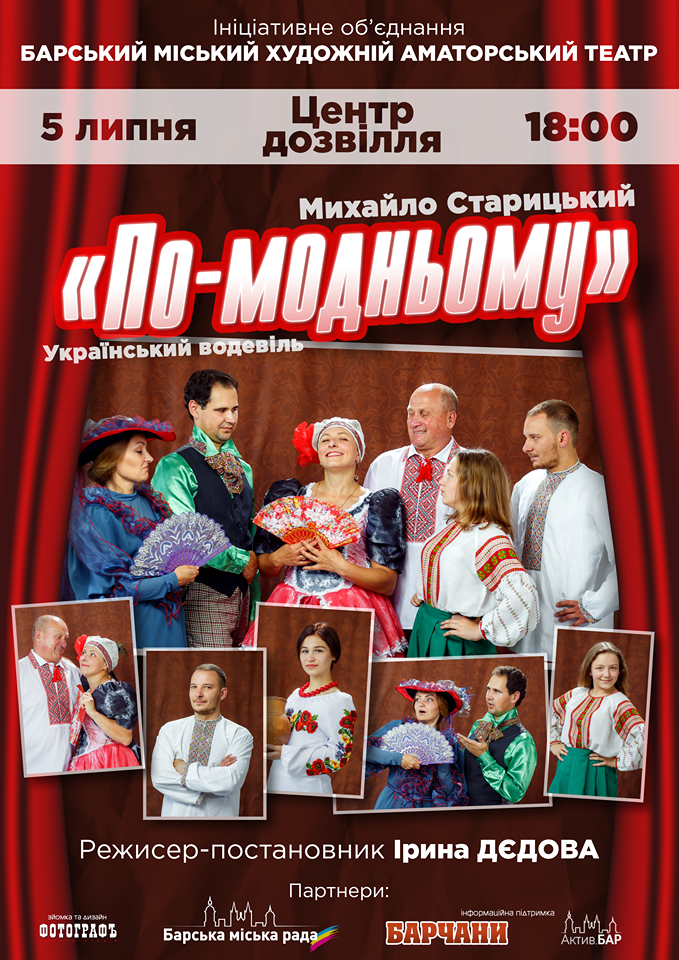
Афіша вистави "По-модньому" (за М. Старицьким)

«По-модньому» (за М. Старицьким). Прем’єра відбулася 5 липня 2018 р. Режисер-постановник: Ірина Дєдова, помічник режисера: Роман Григор’єв, звукорежисер: Олександр Дєдов,  художник-декоратор: Олена Разанцева, постановник вокальних партій: Олена Левицька, фотограф і дизайнер афіші: Тарас Щерба. В ролях: Вареник (Зіновій Чернецький, Олексій Голубков), Зінька (Людмила Македонська, Катерина Нароцька, Анастасія Матвієнко-Кімаківська), Овсій (Сергій Бурий), Дзвонарська (Олена Разанцева, Анжела Франчук), Дембицька (Олена Левицька), Сисой (Роман Григор’єв), Наталка (Марія Суконник, Діана Франчук).

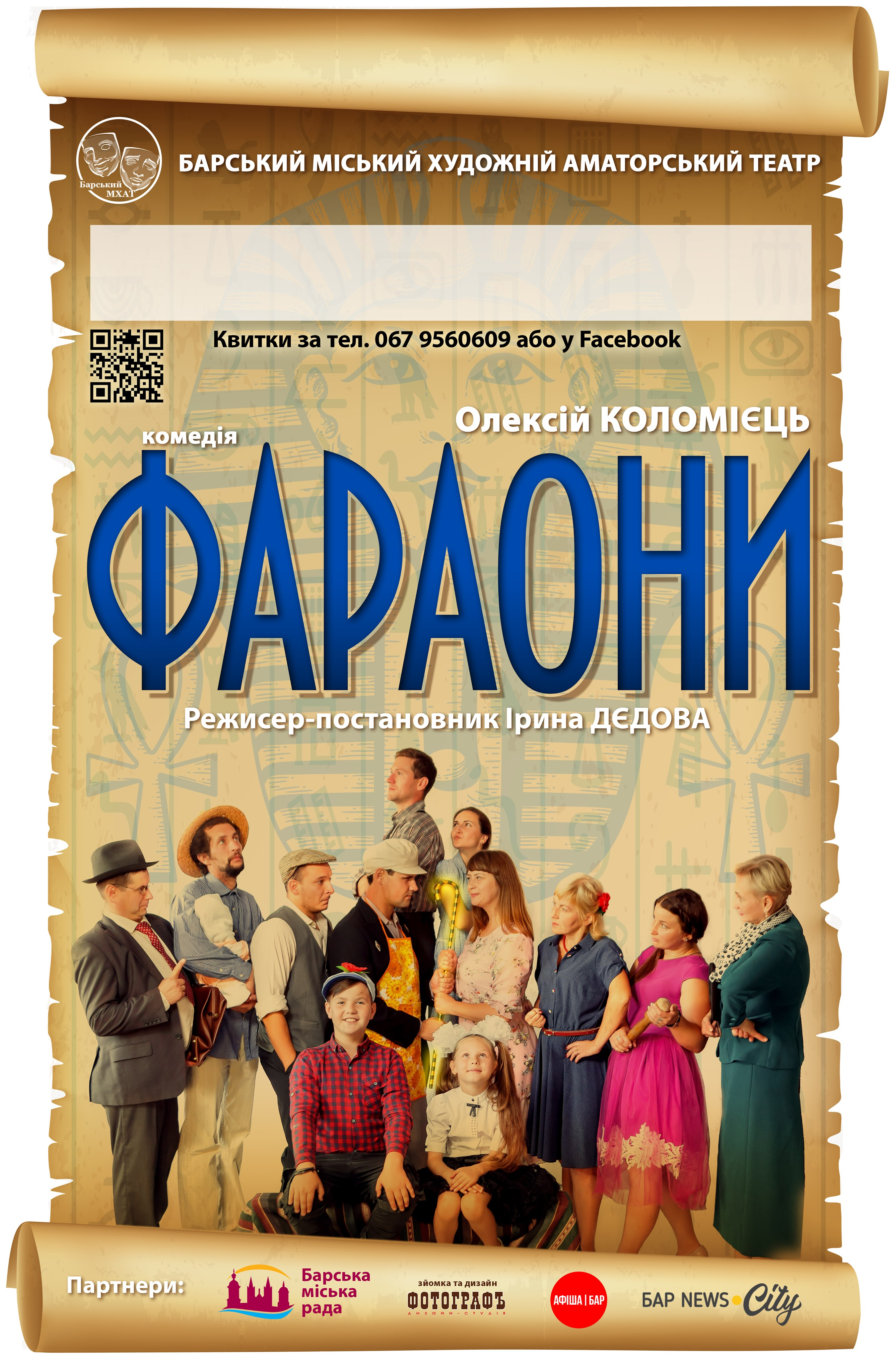
Афіша вистави "Фараони" (за О. Коломійцем)

«Фараони» (за О. Коломійцем). Прем’єра відбулася 26 вересня 2019 р., в рік століття від дня народження автора Олексія Коломійця та 60-річчя написання п’єси. Режисер-постановник: Ірина Дєдова, звукорежисер: Олександр Дєдов,  художник-декоратор: Олена Разанцева, фотограф і дизайнер афіші: Тарас Щерба. В ролях: Таран (Роман Григор’єв), Одарка (Ірина Дєдова), Онисько (Сергій Бурий), Уляна (Анжела Франчук), Аристарх (Олексій Голубков), Ганна (Людмила Столяр, Вікторія Сенчуковська), Оверко (Сергій Роздольський), Грицько (Олег Матвієнко), Катерина (Анастасія Матвієнко-Кімаківська), Олена Устимівна (Лариса Ушакова, Олена Левицька), Павлик (Єгор Ворнік).
«Сто тисяч» (за І. Карпенком-Карим). Прем’єра відбулася 14 жовтня 2019 р., в рамках реалізації проєкту «Реабілітація учасників АТО засобами театрального мистецтва» за підтримки Українського культурного фонду (керівник проєкту Роман Григор’єв). Режисер-постановник: Ірина Дєдова, звукорежисер та автор музики до вистави: Олександр Дєдов, фотограф і дизайнер афіші: Тарас Щерба. Ролі виконали учасники бойових дій, члени їхніх родин та волонтери: Герасим Калитка (Роман Григор’єв, волонтер), Параска (Леся Матвійчук, мати учасника бойових дій), Роман (Олег Матвієнко, учасник бойових дій, волонтер), Мотря (Анастасія Матвієнко-Кімаківська, дружина, донька та сестра учасників бойових дій), Савка (Олексій Голубков, учасник бойових дій, волонтер), Бонавентура (Микола Сав’юк, учасник бойових дій), невідомий, він же фактор Гершко (Віктор Вергелес, учасник бойових дій). З виставою «Сто тисяч» Барський МХАТ здійснив гастрольний тур містами центру, сходу та заходу України (Бар, Жмеринка, Вінниця, Маріуполь, Сєвєродонецьк, Слов’янськ, Косів).
«Тітонька Чарлі» (за Т. Брендоном). Вистава на стадії підготовки. Режисер-постановник: Ірина Дєдова, звукорежисер: Олександр Дєдов. В ролях: полковник сер Френсіс Чесней (Олексій Голубков), Стефан Спетлайг (Юрій Трохимчук), Джек Чесней (Олег Матвієнко), Чарлі Вайкем (Олексій Полевський), лорд Френкерт Баберлей (Роман Григор’єв), дворецький Брассет (Сергій Роздольський), донна Люсія (Ірина Дєдова), Енні (Анастасія Матвієнко-Кімаківська), Кітті (Олена Левицька), Елла Делей (Анжела Франчук). 
«Біда від ніжного серця» (за В. Соллогубом, адаптація Н. Уварової). Прем’єра відбулася 30 червня 2023 р. Режисер-постановник: Ірина Дєдова, звукорежисер: Олександр Дєдов, помічник режисера: Роман Григор’єв, фотозйомка і дизайн: Тарас Щерба, відеооператор: Андрій Смеречинський. В ролях: місіс Доллі Даймон (Анжела Шуляковська), Мері (Юлія Залевська), Стейсі (Наталія Сенчуковська), Джордж Лемлі (Роман Григор’єв), Алекс (Володимир Парфьонов), місіс Моллі Кертіс (Євгена Кузнєцова), Кеті (Анастасія Матвієнко-Кімаківська), покоївка Джинні (Вікторія Сенчуковська), італійський співак (Віктор Кімаківський), моряк (Олексій Полевський, Артем Мярковський). Виставу «Біда від ніжного серця» у постановці Ірини Дєдової було визнано кращою режисерською роботою за підсумками обласного фестивалю «Театральна осінь – 2023», а також відзначено І премією Міжнародного конкурсу мистецтв «Зірки навколо» (листопад 2023). Виконавці ролей Джорджа Лемлі (Роман Григор’єв) та Алекса (Володимир Парфьонов) були відзначені як «Кращий акторський дует» за підсумками обласного фестивалю «Театральна осінь – 2023».  
Мюзикл «Сам удома» (за мотивами одноіменного фільму). Новорічний мюзикл за мотивами культової американської різдвяної комедії став першим спільним проєктом Барського МХАТу та студії спортивно-бального танцю «Gloria Dance». Прем’єра відбулася 30 грудня 2023 р. Режисер-постановник: Ірина Дєдова, хореограф-постановник: Ярослава Міхалевська, звукорежисер: Олександр Дєдов, фотозйомка і дизайн: Тарас Щерба та Надія Іванисько. В ролях: Назар Гулько (Кевін), Юлія Залевська (Кетрін МакКалістер), Олексій Полевський (Пітер МакКалістер), Віктор Кімаківський (дядько Френк), Оксана Кімаківська (тітка Леслі), Роман Григор’єв (Гаррі), Володимир Парфьонов (Марвін), Володимир Ткачук (дядько Дік), Максим Довбиус (доставщик піци), Маргарита Васютинська (Трейсі), Ілля Шелест (Фулер), Каріна Підгаїнська (Хезер), Катерина Собковська (Сандра), Максим Іванишен (Баз),  Марія Лісова (Лінн), Анастасія Душкевич (Меган) та Дмитро Дикунець (Мітч Мерфі). 
«Одного разу у Гастінгсі» (за А. Крісті, адаптація І. Дєдової). Прем’єра відбулася 20 серпня 2024 р. Режисер-постановник: Ірина Дєдова, звукорежисер: Олександр Дєдов, помічник режисера: Роман Григор’єв, фотозйомка і дизайн: Тарас Щерба. В ролях: Віктор Кімаківський (містер Сомерс), Юлія Залевська (Норін Сомерс), Роман Григор’єв (Джордж Грум), Анжела Шуляковська (місіс Грум), Володимир Парфьонов (Боб Вілер), Євгена Кузнєцова (місіс Ганер), Артем Мярковський (Персі Ганер), Наталія Сенчуковська (Матильда-Гортензія), Олена Левицька (Француженка), Анастасія Матвієнко-Кімаківська (інспектор Фолі), Вікторія Сенчуковська (стурбована мати), Артур Франчук (Ерні), Злата Кімаківська (Фреді). 
«Лавка» (за п'єсою І. Дєдової). Прем’єра відбулася 26 вересня 2024 р. в рамках проєкту «Театр Рівності 2» за підтримки Українського культурного фонду. Керівник проєкту: Роман Григор’єв, режисер-постановник та автор п'єси: Ірина Дєдова, звукорежисер: Олександр Дєдов, асистент з технічних питань: Віктор Кімаківський, менеджер з комунікацій: Анжела Шуляковська, психолог проєкту: Людмила Черкас, фотозйомка та дизайн: Тарас Щерба. Ролі виконують: Кася (Людмила Євтентко), Мася (Аліна Богатирьова), Фрося (Ольга Пінчук), Тася (Ірина Франчук), Вольдемар (Володимир Григор’єв), Олекса (Назар Деревацький), Орися (Яна Деревацька), Квітка (Юлія Деревацька), Пава Семенівна (Раїса В'юн). В рамках проєкту «Театр Рівності 2» у жовтні 2024 року відбулися покази вистави у містах Вінниці, Кам'янці-Подільському та Львові.
«Чай з м'ятою чи лимоном?» (за Д. Наварро та П. Одекером). Прем’єра відбулася 4 липя 2025 р. Режисер-постановник: Ірина Дєдова, звукорежисер: Олександр Дєдов, фотозйомка і дизайн: Тарас Щерба. В ролях: Роман Григор’єв (Жюльєн), Юлія Залевська (Софія), Євгена Кузнєцова (Рішар-Бабетта), Віктор Кімаківський (Домінік), Вікторія Сенчуковська (Клара), Анжела Шуляковська (Роберта), Артем Мярковський (Нанар), Анастасія Матвієнко-Кімаківська (Брижитта), Злата Кімаківська (Лу-Лу), Наталія Сенчуковська (Фі-Фі), Ярослава Мярковська, Оксана Кімаківська (статистки).  

### Літературно-музичні композиції
«Кохання, як воно є» (за творами поетеси Світлани Травневої). Прем’єра відбулася 15 жовтня 2020 р. Композицію було створено в рамках реалізації проєкту «Театр Рівності» за підтримки Українського культурного фонду (керівник проєкту Роман Григор’єв). Режисер-постановник: Ірина Дєдова, звукорежисер: Олександр Дєдов, фотограф і дизайнер афіші: Тарас Щерба. Зіграли у композиції актори-аматори з порушенням зору: Володимир Григор’єв, Аліна Богатирьова, Людмила Євтенко, Сергій Білоус та Ірина Франчук. Композиція здобула Гран-прі І Міжнародного багатожанрового фестивалю-конкурсу мистецтв «Сяйво талантів» та І місце у Всеукраїнському конкурсі мистецтв «Козацькому роду нема переводу».
«Одне свідоцтво смерті на мільйони душ» (до Дня пам’яті жертв голодоморів). Автор ідеї та режисер: Ірина Дєдова, звукорежисер: Олександр Дєдов, режисер монтажу: Роман Григор’єв, фото- та відеозйомка: Тарас Щерба. Вірш Гаврила Прокопенка «Мара 33-го року» прочитали: Ірина Дєдова, Роман Григор’єв, Анастасія Матвієнко-Кімаківська, Анжела Франчук, Діана Франчук, Вікторія Франчук, Людмила Авілова-Гоголь, Сергій Роздольський, Єгор Ворнік. Композиція здобула Гран-прі VI Міжнародного інтернет конкурсу «Самоцвіти - країна безмежних можливостей» (номінація «Театральне мистецтво»).
«Затишні пекла куточки» (35-й річніці трагедії на Чорнобильській АЕС присвячується). Автор ідеї та режисер: Ірина Дєдова, звукорежисер та режисер монтажу: Олександр Дєдов, відео та фотозйомка: Тарас Щерба, художник-декоратор: Леонід Богуцький, Діана Франчук. Вірш Галани Каранди «Переселенцям» прочитали Анастасія Матвієнко-Кімаківська, Анжела Франчук, Олег Матвієнко, Євгена Кузнєцова, Роман Григор'єв, Ірина Дєдова, Олена Левицька, Людмила Авілова-Гоголь, Сергій Роздольський. Пісню на вірші та музику Євгени Кузнєцової, аранжування Олександра Кльоца та Олександра Дєдова «Затишні пекла куточки» виконала авторка Євгена Кузнєцова. Композиція здобула Гран-прі Всеукраїнського багатожанрового фестивалю-конкурсу мистецтв «Велика родина - Моя Україна».
«Незмінна величина». Відео записано в рамках Проєкту «Створення гуманітарного хабу на базі простору арт-реабілітації “Театр Рівності”», що впроваджується Громадською організацією «Барський міський художній аматорський театр» спільно із Барською територіальною первинною організацією УТОС та ГО «Веремія» за фінансової підтримки «Zagoriy Foundation». В композиції прозвучали цитати Тараса Шевченка, Богдана Хмельницького, Івана Сірка, Пилипа Орлика, Симона Петлюри, Генрі Олді, Василя Симоненка, Володимира Винниченка, Михайла Колодзінського, Степана Бандери, Ліни Костенко та вірш Миколи Вінграновського "Слово". Читці: Аліна Богатирьова, Людмила Євтенко, Олег Марков, Володимир Григор’єв, Раїса В’юн, Ольга Пінчук, Ірина Франчук, Яна, Назар та Юлія Деревацькі. Автор ідеї та режисер: Ірина Дєдова, звукорежисер та режисер монтажу: Олександр Дєдов, керівник проєкту: Роман Григор’єв. Композиція здобула Гран-прі Міжнародного дистанційного фестивалю-конкурсу талантів і мистецтв «Ластівки Перемоги».

### Аудіоконцерти
«Звитяга та жертовність» (до Дня перемоги над нацизмом у Другій світовій війні). Керівники проєкту та читці: Ірина Дєдова та Роман Григор’єв, звукорежисер та диктор: Олександр Дєдов, режисер монтажу: Олександр Миханько. В аудіоконцерті брали участь: Юлія Залевська, Євгена Кузнєцова-Рибак, Анжела Франчук, В’ячеслав Крупський. Автор сценарію та режисер: Ірина Дєдова.
«Моя історія» (до Дня Незалежності України). Аудіоконцерт створено 2020 року в рамках проєкту «Театр біля мікрофона» за програмою Європейського Союзу «Дім Європи» (керівник проєкту Роман Григор’єв). Режисер та автор ідеї: Ірина Дєдова, звукорежисер: Олександр Дєдов. В аудіоконцерті брали участь: Мілена Дмитришена, Марія Шейко, Злата Кімаківська, Владислава В’ялих-Іванова, Діана Франчук, Наталія Сенчуковська, Надія, Марія, Віоріка та Євгена Кузнєцові-Рибак.
«Три покоління» (аудіоконцерт бардівської пісні). Аудіоконцерт став продовженням вечорів бардівської пісні, що проводили у Барі Барський МХАТ та Барська міська рада щорічно з 2018 року. Записаний 2020 року в рамках проєкту «Театр біля мікрофона» за програмою Європейського Союзу «Дім Європи» (керівник проєкту Роман Григор’єв). Режисер та автор ідеї: Ірина Дєдова, звукорежисер: Олександр Дєдов, автор відеоверсії: Олександр Миханько. В аудіоконцерті бради участь: гурт «Симетрикс» (керівник Олександр Дєдова), Євгена Кузнєцова, Анастасія Матвієнко-Кімаківська, гурт «Quadro» (керівник Олена Левицька), Анжела Франчук, Олексій Голубков, рок-гурт «Ф.О.Г.».
«Добре бачить тільки серце» (аудіоконцерт художньої самодіяльності Барського учбово-виробничого підприємства Українського товариства сліпих). Аудіоконцерт створено 2020 року в рамках проєкту «Театр біля мікрофона» за програмою Європейського Союзу «Дім Європи» (керівник проєкту Роман Григор’єв). Режисер та автор ідеї: Ірина Дєдова, звукорежисер: Олександр Дєдов, автор відеоверсії: Олександр Миханько. В аудіоконцерті брали участь артисти Барського УВП УТОС: Валентина Червінська, Анатолій Кобиль, Аліна Богатирьова, Ольга Пінчук, Володимир Лисий, Надія Степанюк, Валентина Гриваченко, Валентина Огороднік, акомпаніатор Віктор Предан.
«Між музикою і словом». Аудіоконцерт створено у 2021 році в рамках проєкту «Придибенції по-Барськи: простір для спілкування літніх мешканців», що реалізований відділом соціальної політики та охорони здоров’я Барської міської ради у партнерстві з ГО «Барський міський художній аматорський театр» та співфінансований в рамках програми польської співпраці задля розвитку Міністерства закордонних справ Республіки Польща та Посольства США в Україні. Керівник проєкту: Тамара Кушнір, режисер: Ірина Дєдова, звукорежисер: Олександр Дєдов. Участь в аудіоконцерті взяли: Надія Кузнєцова, Надія Овчарова, Софія Рибальченко, Юрій Шаповалов, Лариса Нечитовська, Євгена Заболотна, Ганна Гринішена, Валентина Янчевська, Ганна Дяченко, Володимир Григор’єв, Аліна Богатирьова та Ганна Оржеховська.
«Нас чутно». Аудіоконцерт художньої самодіяльності Барської первинної організації Українського товариства сліпих записано в рамках Проєкту «Створення гуманітарного хабу на базі простору арт-реабілітації "Театр Рівності"» за фінансової підтримки Благодійної організації «Zagoriy Foundation». Режисер: Ірина Дєдова, звукорежисер: Олександр Дєдов, керівник проєкту: Роман Григор'єв. В аудіоконцерті прозвучали твори Оксани Максимишин-Корабель, Степана Литвина, Олександра Злотника, Василя Голобородька, Петра Маги, Павла Зіброва, Павла Глазового, Петра Власюка, Олександра Стадника, Тараса Шевченка, Тимка Падури, Анатолія Пашкевича, Дмитра Чередниченка у виконанні Аліни Богатирьової, В’ячеслава Цицюрського, Назара та Яни Деревацьких, Володимира Григор’єва, Ірини Франчук, Людмили Євтенко, Дмитра Чередниченка, Анатолія Кобиля, Валентини Червінської, Надії Степанюк та змішаного ансамблю Барського учбово-виробничого підприємства Українського товариства сліпих.

### Тематичні заходи
Барський МХАТ є засновником (співзасновником) та організатором ряду культурно-мистецьких заходів, реалізованих у Барській міській територіальній громаді, зокрема:
«День артиста» (щорічний підсумковий звітний концерт колективів та виконавців Барської міської територіальної громади, що проводився упродовж 2017-2019 рр. спільно із Барською міською радою)
«Звитяга та жертовність» (щорічний концерт до Дня перемоги над нацизмом у Другій світовій війні, спільно із Барською міською радою)
Вечір бардівської пісні «Три покоління»
Міський фестиваль хореографічних колективів «Бар-танцювальний» (спільно із Барською міською радою)  
Концерт у Барі в рамках Всеукраїнського флешмобу «Джаз вулицями України» за ініціативи та участі автора проєкту, композитора, джазмена, піаніста-віртуоза Майка Кауфмана-Портнікова та за підтримки Міжнародного інституту джазу ім. Гербі Генкока (США). Завдяки співпраці Барського МХАТу та Майка Кауфмана-Портнікова місто Бар стало головною офлайн-локацією всеукраїнського проєкту, присвяченого Міжнародному дню джазу – 2021.
Благодійний концерт «До Перемоги - разом», який було проведено влітку 2022 року Барським міським художнім аматорським театром спільно зі студією сучасного танцю «Фемелі» (керівники Володимир Білоус та Світлана Шаркова) як відповідь на повномасштабну війну в Україні. В рамках заходу виступили колективи та виконавці Барської громади, гостем концерту став народний артист України Станіслав Городинський. Під час заходу було зібрано 17 тисяч гривень на потреби Збройних Сил України (передані на придбання "Вінницького месника" – ударного безпілотного літального апарата «PUNISHER»).
Благодійний концерт «Стрінемося на Стрітення» відбувся в лютому 2023 року в рамках проєкту «Створення гуманітарного хабу на базі простору арт-реабілітації "Театр Рівності"», який реалізує ГО «Барський міський художній аматорський театр» спільно з Барською первинною організацією Українського товариства сліпих та ГО «Веремія» за підтримки благодійної організації «Zagoriy Foundation». Керівник проєкту: Роман Григор’єв, режисер-постановник та автор сценарію: Ірина Дєдова, звукорежисер: Олександр Дєдов, звукооператор: Дмитро Довгань, фотограф: Тарас Щерба. Під час заходу було зібрано понад 4 тисячі гривень, які було спрямовано на підтримку «Батальйону утеплення» – ініціативи, заснованої в рамках гуманітарного хабу «Театр Рівності».

## Нагороди
Колектив Барського міського художнього аматорського театру є переможцем та лауреатом Гран-прі міжнародних, всеукраїнських та обласних конкурсів і фестивалів:
- І премія Всеукраїнського багатожанрового конкурсу мистецтв «Легенди осені» (листопад 2024)
- Гран-прі Всеукраїнської щорічної премії «Динаміка успіху» (грудень 2023)
- І премія Міжнародного конкурсу мистецтв «Зірки навколо» (листопад 2023)
- І премія Всеукраїнського двотурового конкурсу мистецтв «Віра» (травень 2023)
- Гран-прі Міжнародного дистанційного фестивалю-конкурсу талантів і мистецтв «Ластівки Перемоги» (березень 2023)
- І місце у Фестивалі талантів «Місто над Бугом» (грудень 2022)
- І місце у Міжнародному двотуровому конкурсі «Марафон талантів» Україна-Австрія (листопад 2022)
- І місце у Всеукраїнському багатожанровому фестивалі-конкурсі талантів «Крила Волі» (листопад 2022)
- Гран-прі III Міжнародного дистанційного фестивалю-конкурсу «Веселкова мрія» (серпень 2022)
- І місце у Всеукраїнському багатожанровому фестивалі-конкурсі «Жар-Птиця» (червень 2022)
- Гран-прі І Міжнародного багатожанрового фестивалю-конкурсу мистецтв «Сяйво талантів» (грудень 2021)
- І місце у Всеукраїнському двотуровому конкурсі мистецтв «Зірки моєї Батьківщини» (листопад 2021)
- І місце у Всеукраїнському конкурсі мистецтв «Козацькому роду нема переводу» (жовтень 2021)
- Гран-прі Всеукраїнського багатожанрового фестивалю-конкурсу мистецтв «Велика родина – моя Україна» (серпень 2021)
- ІІ місце у Всеукраїнському багатожанровому фестивалі-конкурсі мистецтв «Українські візерунки» (лютий 2021)
- Гран-прі VI Міжнародного інтернет-конкурсу «Самоцвіти - країна безмежних можливостей» (січень 2021, номінація «Театральне мистецтво»)
- Особлива відзнака Обласного етапу XXI Всеукраїнського дитячо-юнацького фестивалю мистецтв «Сурми звитяги» (жовтень 2020)
- Диплом Обласного фестивалю театральних колективів «Театральна осінь» (жовтень 2020, жовтень 2023)

За плідну мистецьку діяльність, вагомий внесок у розвиток української культури та участь у волонтерському рухові Барський МХАТ відзначено:
- Подякою управління культури та креативних індустрій Департаменту гуманітарної політики Вінницької обласної військової адміністрації та Вінницького обласного центру народної творчості (липень 2025)
- Подякою Командувача Сил територіальної оборони Збройних Сил України (липень 2024)
- Подякою департаменту гуманітарної політики Вінницької обласної державної адміністрації (жовтень 2023)
- Подякою Жмеринської районної військової адміністрації (вересень 2023)
- Подякою Військово-медичного клінічного центру Центрального регіону (серпень 2023)
- Грамотою військової частини А4100 (серпень 2022)
- Подякою відділу соціальної політики та охорони здоров'я Барської міської ради (серпень 2021)
- Почесною грамотою Барської міської ради (листопад 2020)
- Званням «народний аматорський колектив» (липень 2020)
- Грамотою Вінницького обласного об'єднання Всеукраїнського товариства «Просвіта» ім. Тараса Шевченка (жовтень 2019, листопад 2022)
- Подякою Барської міської ради (травень 2019)

Троє членів колективу відзначені державними нагородами України: актор Олексій Голубков (лицар ордену Богдана Хмельницького III ступеня, Відзнака Президента України «За оборону України»), актор Віктор Кімаківський (Відзнака Президента України «За оборону України») та актриса Оксана Кімаківська (Мати-героїня). Директор театру Роман Григор'єв та режисер Ірина Дєдова нагороджені почесним нагрудним знаком Головнокомандувача Збройних Сил України «За сприяння війську» та відзнакою Міністерства оборони України «За сприяння обороні» . Рішенням Секретаріату Асоціації діячів естрадного мистецтва України головному режисеру Барського міського художнього аматорського театру Ірині Дєдовій присвоєно почесне звання «Заслужений артист естрадного мистецтва України», директору театру Роману Григор'єву та звукорежисеру Олександру Дєдову присвоєно звання «Заслужений діяч естрадного мистецтва України».

## Видання про проєкти театру
- Сто тисяч / Р. Григор’єв, І. Ткачук, ред. Т. Григор’єва. Фото: Т. Щерба, Я. Гунько, О. Нехаєва, Я. Тур. — Вінниця: ТОВ «Твори», 2019. — 32 с., іл.
- Літературно-музична композиція за творами поетеси Світлани Травневої «Кохання, як воно є…» [видання комбінованим друком з використанням елементів шрифту Брайля] / упор. І. Дєдова. — К.: ТОВ «ТифлоЦентр», 2020. — 32 с.
- Життя одвічна дивина: літературно-мистецький альманах [до витання увійшов сценарій літературно-музичної композиції за творами поетеси Світлани Травневої «Кохання, як воно є…» та відгуки про проєкт «Театр Рівності» з України, Німеччини та Латвії] / упор. С. Травнева, А. Хомчук, Р. Григор’єв. – Вінниця: ПП Балюк І.Б., 2021. — 52 с.
- Місце Барської кераміки в гончарній спадщині України: матеріали всеукр. наук.-практ. конф. з міжнародною участю в м. Бар 12 вересня 2021 року / відп. ред. А. Л. Щербань. — Кам'янець-Подільський: ТОВ «Друкарня „Рута“», 2021. — 264 с.
- ВИДИМІ. Альбом. Упорядники: Анжела Шуляковська, Роман Григор’єв, Ірина Дєдова. Вінниця : ТВОРИ, 2024. 40 с. ISBN: 978-617-552-712-2.

## Галерея

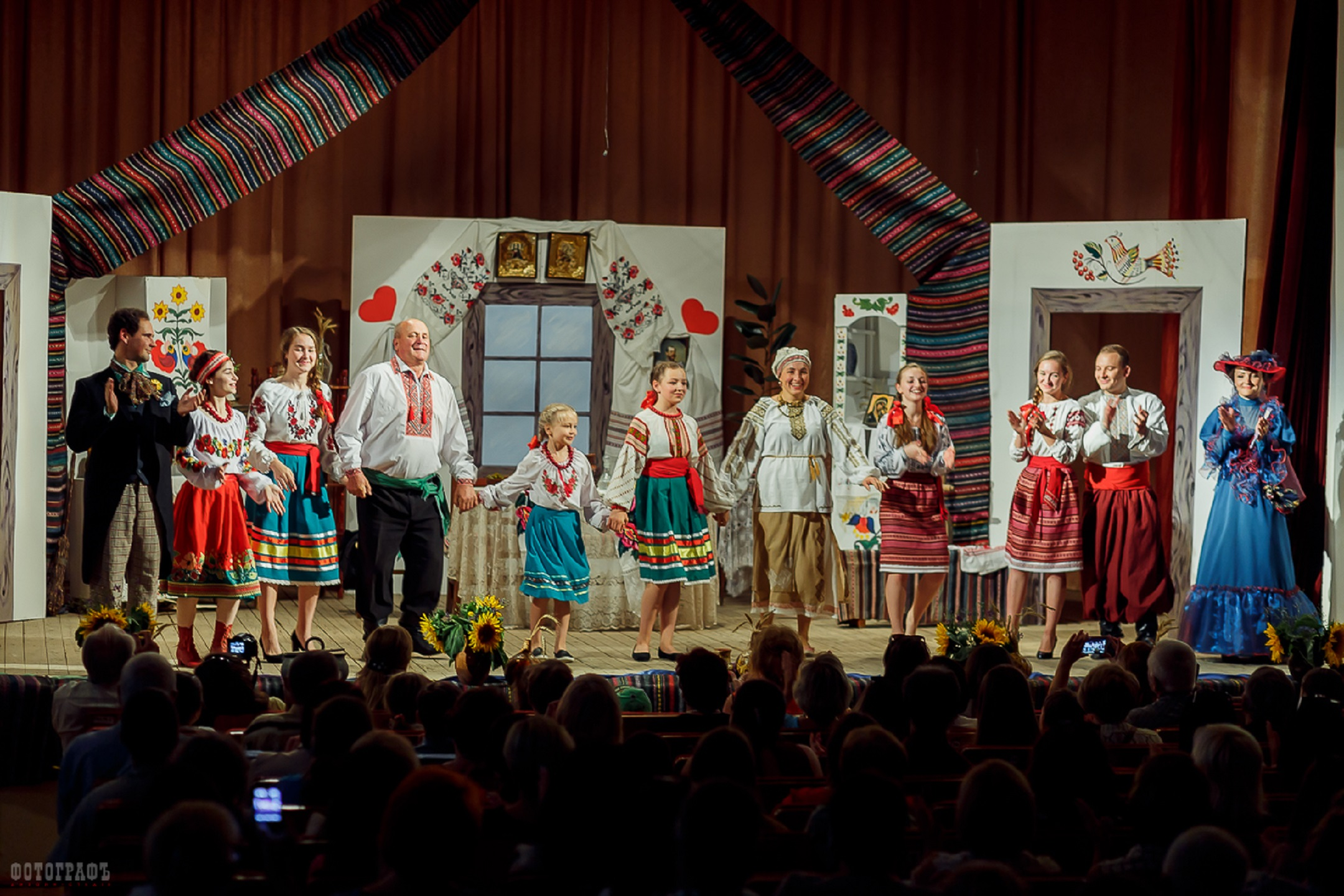
Прем'єра вистави Барського МХАТу "По-модньому" (за М. Старицьким). Барський районний центр дозвілля, 5 липня 2018 р.
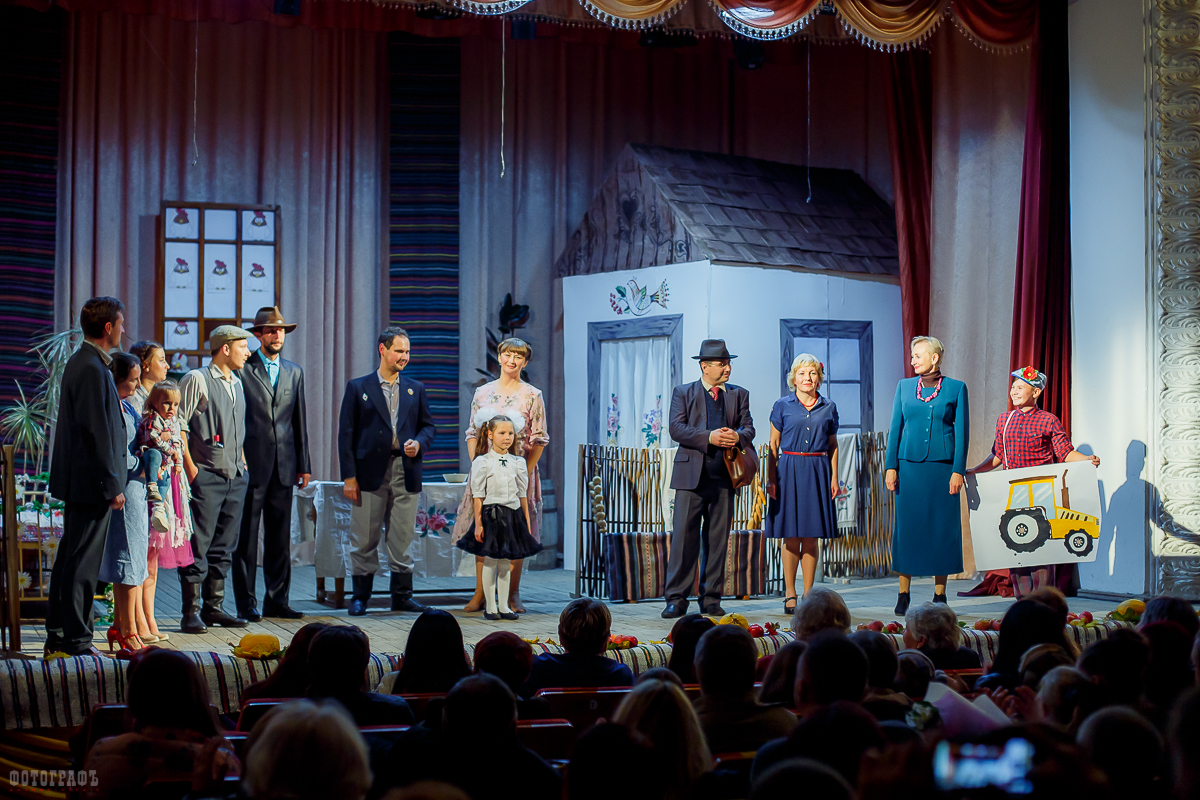
Прем'єра вистави Барського МХАТу "Фараони" (за О. Коломійцем). Барський районний центр дозвілля, 26 вересня 2019 р.
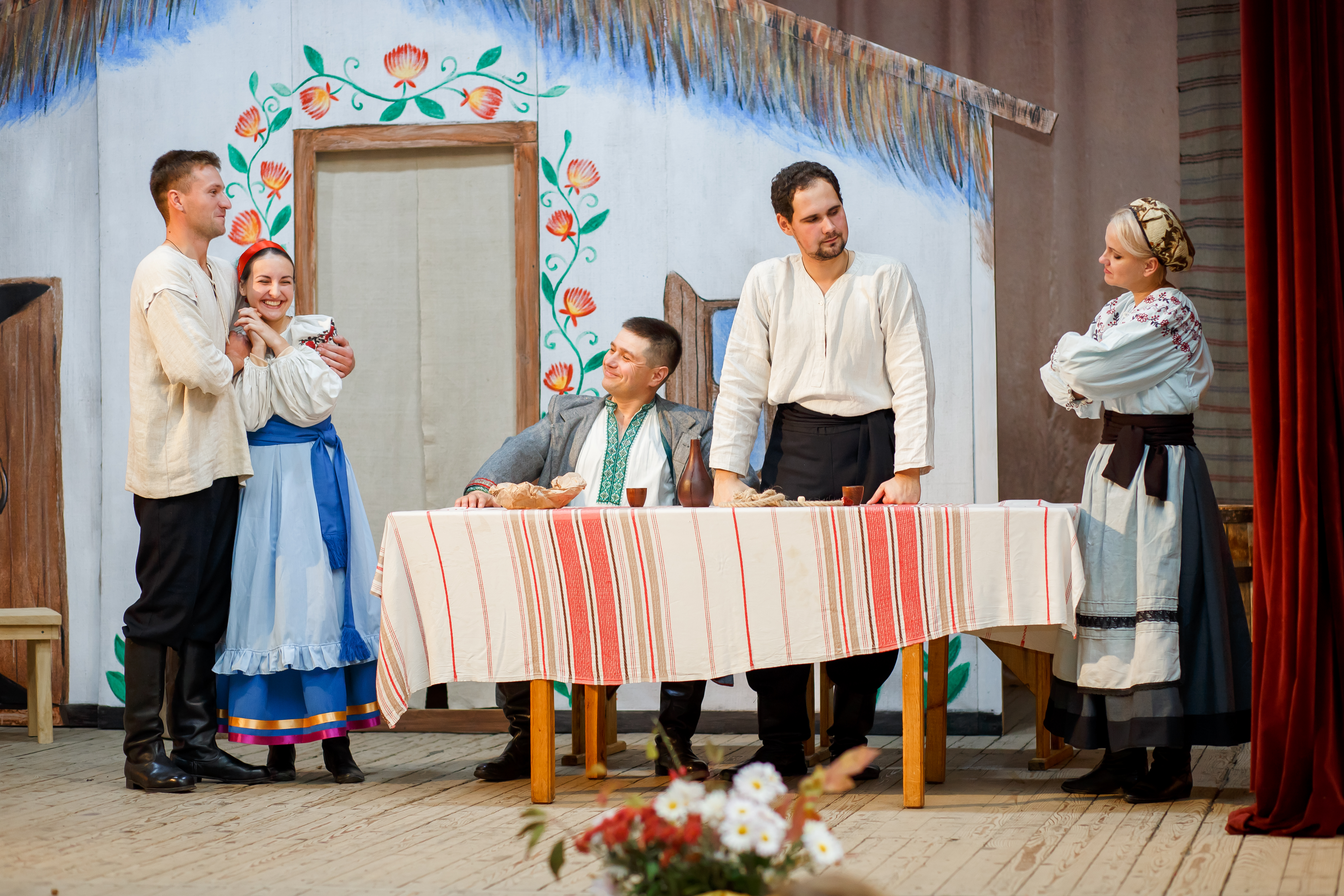
Прем'єра вистави Барського МХАТу "Сто тисяч" (за І. Карпенком-Карим). Барський районний центр дозвілля, 14 жовтня 2019 р.
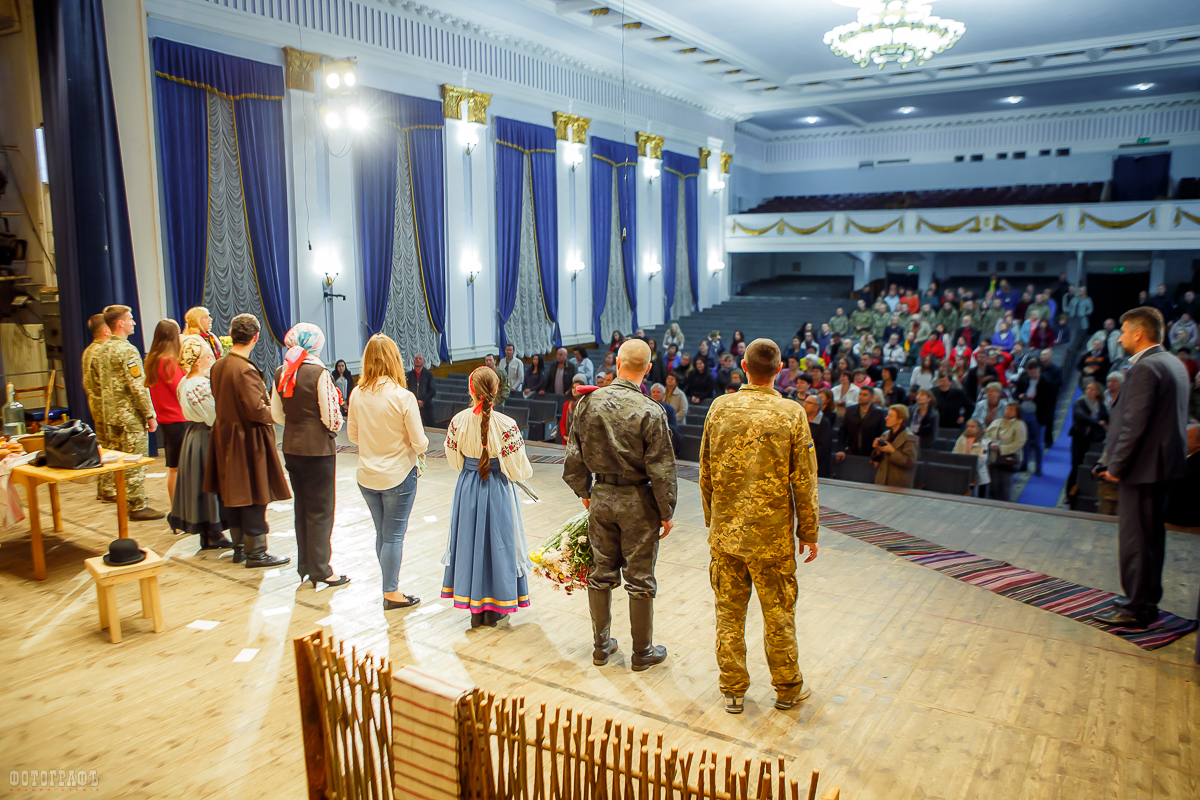
Показ вистави "Сто тисяч" на сцені Вінницького Будинку офіцерів, 17 жовтня 2019 р.
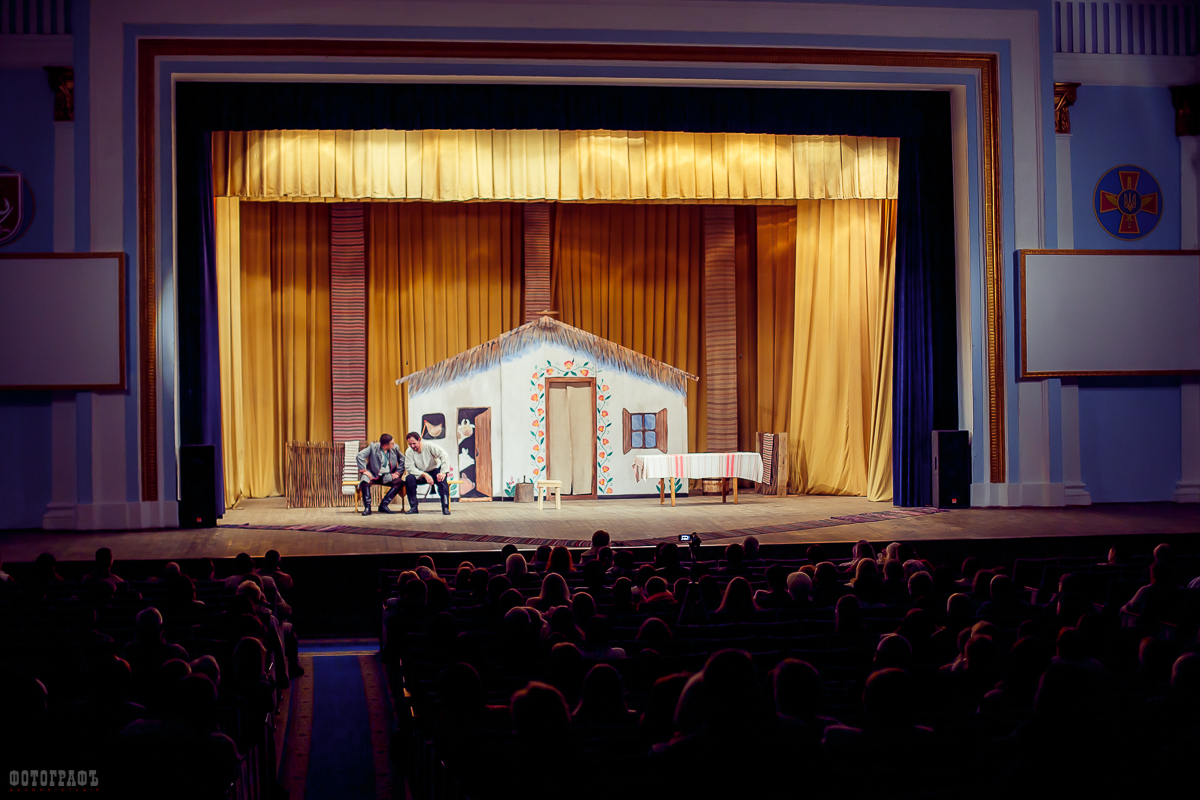
Показ вистави "Сто тисяч" на сцені Вінницького Будинку офіцерів, 17 жовтня 2019 р.
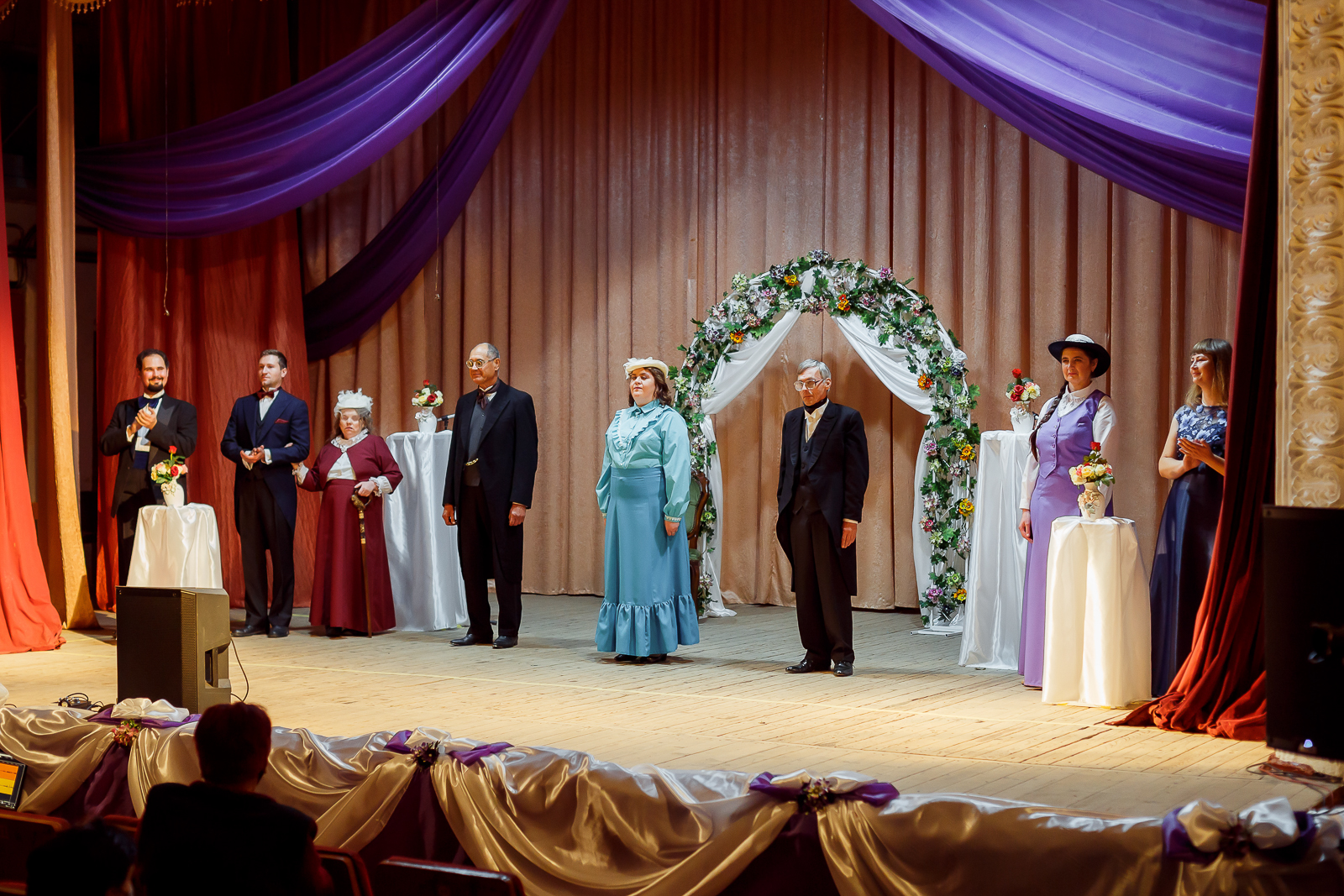
Прем'єра літературно-музичної композиції "Кохання, як воно є..." (за творами поетеси С. Травневої). Барський районний центр дозвілля, 15 жовтня 2020 р.
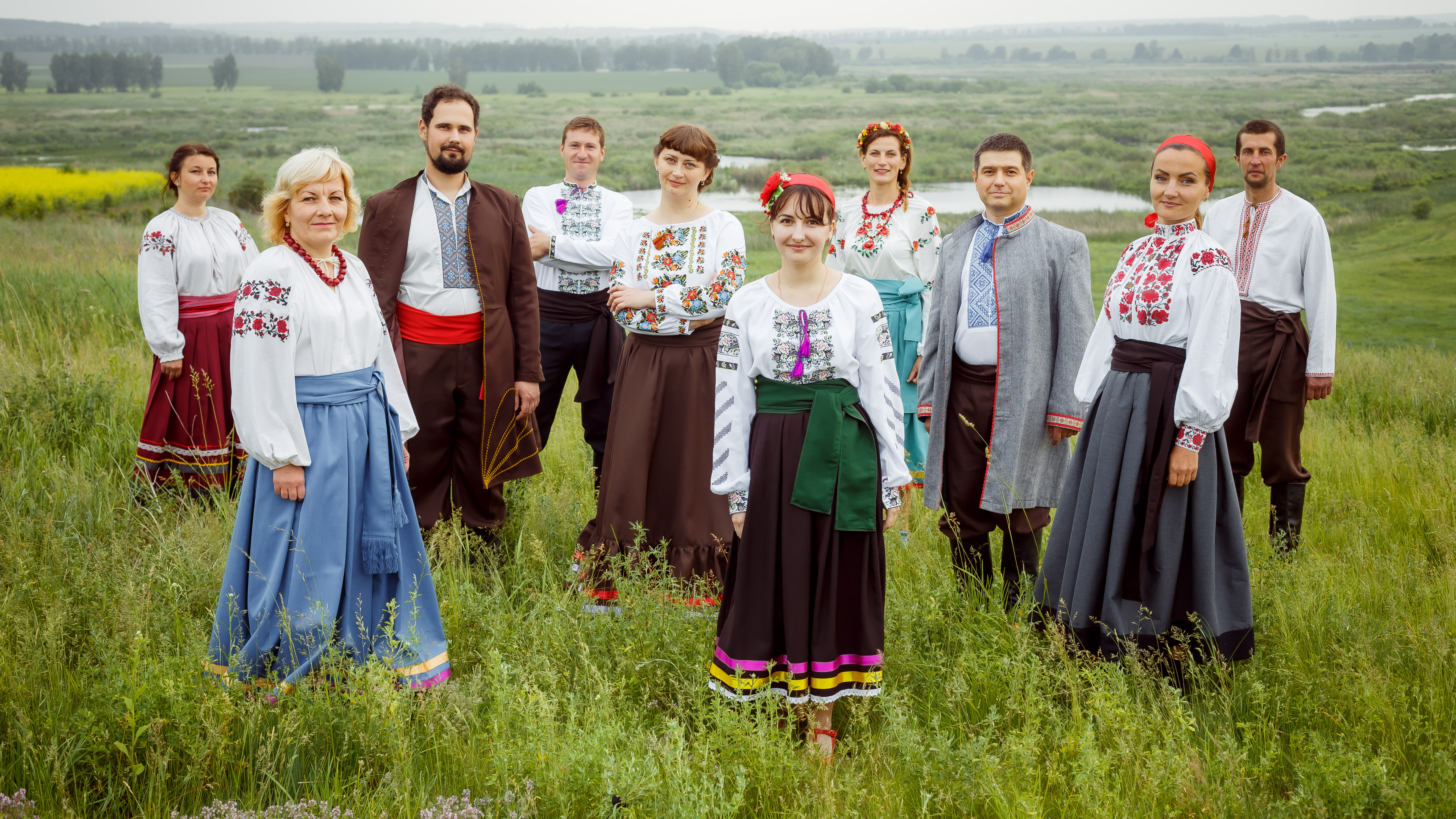
Колектив Барського МХАТу на записі композиції "Тобі, Україно" (2020 р.)
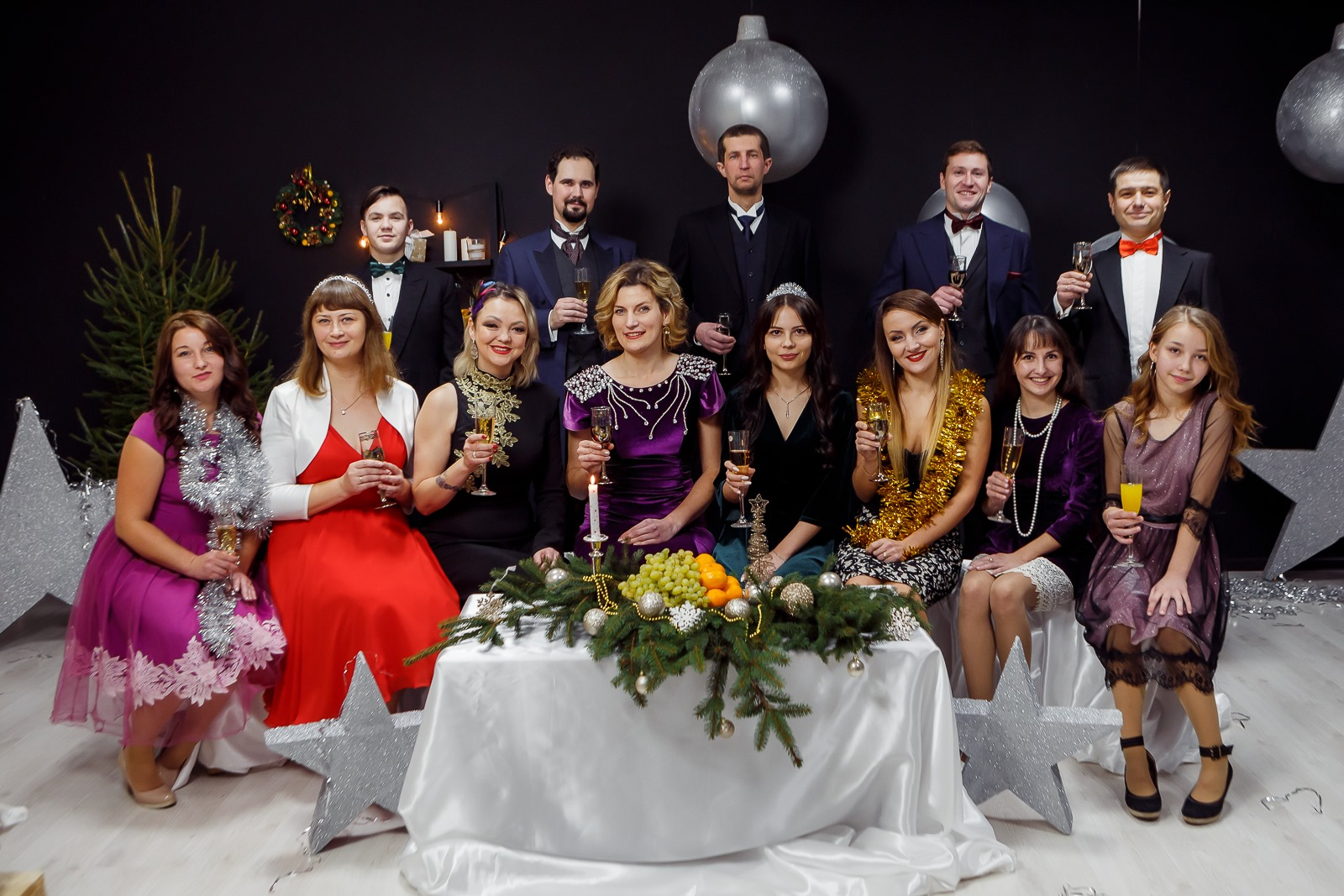
Колектив Барського міського художнього аматорського театру (2021 р.)